# Édouard Dillon
Pour les articles homonymes, voir Dillon.
Édouard Dillon (1750-1839), comte de Dillon en 1770, dit « le beau Dillon », est un militaire et diplomate français. Il est le  fils de Robert Dillon de Roscomon, seigneur de Terrefort (1710-1764), et de mademoiselle Dicconson. Ne pas confondre le comte Édouard Dillon et le comte Arthur Dillon.

## Biographie
Édouard Dillon avait fait partie très jeune de la maison du comte d'Artois, le futur Charles X, dont il était gentilhomme de la chambre. C'est à ce titre qu'il fut admis aux jeux du Trianon dont il était le « garde champêtre », tandis que Marie-Antoinette en était la « fermière ». La chronique l'a désigné comme un des amants que la rumeur a donnés à la reine.
« Édouard Dillon était très beau, très fat, très à la mode. Il était de la société de Madame de Polignac, et probablement adressait à la Reine quelques-uns de ces hommages qu'elle réclamait comme jolie femme. Un jour, il répétait chez elle les figures d'un quadrille qu'on devait danser au bal suivant. Tout à coup, il pâlit et s'évanouit à plat. On le plaça sur un sofa, et la Reine eut l'imprudence de poser sa main sur son cœur pour sentir s'il battait. Édouard revint à lui. Il s'excusa fort de sa sotte indisposition et avoua que, depuis les longues souffrances d'une blessure à la prise de Grenade, ces sortes de défaillances lui prenaient quelquefois, surtout quand il était à jeun. La Reine lui fit donner un bouillon, et les courtisans, jaloux de ce léger succès, établirent qu'il était au mieux avec elle.  »
— La comtesse de Boigne, Mémoires de la comtesse de Boigne
En octobre 1783, dans les jardins de la Manufacture de J. B. Reveillon, il eut le privilège de monter à bord du ballon à air chaud de Jacques-Étienne Montgolfier. Les cordes ayant cédé (ou lâché) il fit sans doute le premier vol libre en aérostat.
Colonel à vingt ans du régiment de Provence, il se battit en Amérique, puis, toujours très en faveur, fut chargé de missions diplomatiques (1784-1790). Enfin il émigra.
En 1796, il épousa une créole de la Martinique, Émilie Pocquet de Puilhery, dont la fortune, considérable alors, lui permit d'avoir une assez bonne maison à Londres. Le futur Charles X y dîna quelquefois, et les autres princes très fréquemment. De cette union naquit une fille, Georgine Dillon, dont le roi de Prusse Frédéric-Guillaume III tombe très amoureux lors du ministère de son père à Dresde, au point de vouloir à toute force l'épouser. Georgine refusa et épousera le 25 mai 1820 le comte Károlyi, magnat hongrois.
En 1814, Édouard Dillon fut nommé lieutenant-général et maître de la garde-robe du futur Charles X. Il suivit Louis XVIII à Gand, puis fut nommé ministre de France à La Haye, à Dresde (1816-1818), puis à Florence.